# 플로랄리스 헤네리카
플로랄리스 헤네리카(Floralis Genérica)는 금속으로 만든 조각 작품으로 아르헨티나의 수도 부에노스아이레스 레콜레타 바리오의 UN 광장 (Plaza de las Naciones Unidas)에 위치하고 있다. 아르헨티나 건축가인 에두아르도 카탈라노가 부에노스아이레스시에 헌상한 작품이다. 이 작품은 2002년 4월 13일 제막되었으며, 이 작품의 재료는 비행기 제조회사인 록히드 마틴 아르헨티나가 제공하였다.
플로랄리스 헤네리카는 나무로 경계가 만들어진 4 헥타르의 공원 가운데 자리잡고 있으며, 가까이 다가갈 수 있는 작은 길들이 주변을 둘러싸 각각 다른 관점에서 이 작품을 관람할 수 있도록 했다. 그리고 물이 채워진 공간을 만들고, 그 위에 이 작품을 설치하여 물에 반사되도록 하였는데, 단순히 미학적인 기능 이외에도 이 작품을 보호하는 기능을 갖추고 있다. 이 작품은 스테인리스 스틸과 알루미늄 골조, 강화 콘크리트로로 만든 거대한 꽃이 여섯 개의 꽃잎을 펼치며 하늘을 바라보는 작품이다. 이 작품의 무게는 18톤이며 높이는 23미터이다.

## 꽃의 열림과 닫힘
이 작품의 특성 중 하나는 하루의 시간에 맞춰 꽃잎이 자동적으로 열렸다가 닫혔다가 하는 전기 시스템이다. 밤에 닫힌 꽃은 아침에 재탄생의 붉은 빛을 안에서부터 내뿜으며 개화한다. 이는 강한 바람에 꽃이 닫히는 것과 같은 구조이다.
플로랄리스 헤네리카는 매일 아침 8시 개화하며 연중 계절의 변화에 따라 변하는 낙조 시간에 닫힌다. 처음에 이 작품을 제막했을 때 꽃잎이 기술적인 문제에 의해 닫히지 않았지만, 두 달 뒤 이 문제를 해결할 수 있었다. 매년 특정한 4일 - 5월 25일, 9월 21일, 12월 24일, 12월 31일- 동안은 이 꽃이 계속 열려있다.
플로랄리스 헤네리카를 만든 건축가 에두아르도 카탈라노에 따르면, 플로랄리스는 이 작품이 꽃에 속함을 의미하므로 곧 꽃이고, 헤네리카는 속(género)에서 파생된 개념으로, 이 작품이 세계의 모든 꽃을 나타내는 것을 가리킨다.
현재 이 꽃이 닫히게 하는 시스템이 운영되지 않고 있는데 작품의 파손을 막기 위해서 이 작품은 현재 계속적으로 열린 상태로 놓여있다. 카탈라노에 따르면 이 문제는 조립 과정에서 한 꽃잎이 설계대로 설치되지 않았기 때문이라고 한다. 이 시스템의 수리에는 2백만 달러의 비용이 소요되어 이를 부담하고 싶지 않은 부에노스아이레스 시와 광장을 후원하는 회사 간에 충돌이 발생했다.또한 이 작품의 건설에 대한 책임이 있는 록히드 마틴 아르헨티나가 2009년에 국유화됨으로써 이 작품의 수리는 불확실하다.

## 수치
- 높이: 23 미터
- 지름:
  - 꽃잎이 닫혔을 때: 26 미터
  - 꽃잎이 열렸을 때: 32 미터
- 반사되는 호수의 지름:44m[4]